# Elezioni presidenziali in Kazakistan del 2019
Le elezioni presidenziali in Kazakistan del 2019 si sono tenute il 9 giugno.
Le consultazioni sono state indette in seguito alle dimissioni del presidente in carica Nursultan Nazarbaev, il cui mandato si sarebbe concluso nel 2020.
Le elezioni, cui hanno partecipato sette candidati, hanno visto la vittoria di Qasym-Jomart Toqaev, che, in qualità di presidente della Camera Alta, aveva assunto l'incarico di presidente ad interim dopo le dimissioni di Nazarbaev, avvenute il 19 marzo. 
Secondo l'OSCE, nel processo elettorale si sarebbero verificate diverse irregolarità.

## Risultati
| Qasym-Jomart Toqaev  | Nur Otan                                                  | 6 539 715  | 70,96 |  |  |  |  |  |
| Amirzhan Kosanov     | Ult Tagdyry                                               | 1 495 401  | 16,23 |  |  |  |  |  |
| Daniya Yespayeva     | Partito Democratico «Ak Žol»                              | 465 714    | 5,05  |  |  |  |  |  |
| Toleutay Rakhimbekov | Partito Patriottico Nazional-Democratico «Auyl»           | 280 451    | 3,04  |  |  |  |  |  |
| Amangeldi Taspikhov  | Federazione dei Sindacati della Repubblica del Kazakistan | 182 898    | 1,98  |  |  |  |  |  |
| Zhambyl Akhmetbekov  | Partito Popolare Comunista del Kazakistan                 | 167 649    | 1,82  |  |  |  |  |  |
| Sadybek Tugel        | Uly Kyrandary                                             | 84 582     | 0,92  |  |  |  |  |  |
| Totale               | Totale                                                    | 9 216 410  | 100   |  |  |  |  |  |
|                      |                                                           |            |       |  |  |  |  |  |
| Voti non validi      | Voti non validi                                           | 57 700     | 0,62  |  |  |  |  |  |
| Votanti              | Votanti                                                   | 9 274 110  | 77,54 |  |  |  |  |  |
| Elettori             | Elettori                                                  | 11 960 364 |       |  |  |  |  |  |